# Camera ipobarica
La camera ipobarica è un apparato in grado di sopportare una ridotta pressione al suo interno (inferiore a quella atmosferica, da cui il termine "ipobarica") e che permette di ospitare persone che abbiano la necessità di essere sottoposte a un trattamento ipobarico per simulare la riduzione di ossigeno nell'aria, come avviene ad esempio ad alta quota. La camera ipobarica nasce per necessità opposte a quelle della camera iperbarica.
È usata sia a scopo medico che sportivo per far sì che l'organismo sia stimolato e aumenti la produzione di globuli rossi, contribuendo ad una maggiore ossigenazione del corpo. In ambito sportivo il suo utilizzo è ammesso in molti stati. Altri, invece, tra cui l'Italia, lo vietano poiché è considerato come una forma di doping.
In Italia, dal 27 novembre 2023, la camera ipobarica non è più considerata doping.